# Heidmoor
Heidmoor – gmina w Niemczech w kraju związkowym Szlezwik-Holsztyn, w powiecie Segeberg, wchodzi w skład urzędu Bad Bramstedt-Land. Na dzień 31 grudnia 2021 liczyła 299 mieszkańców.